# Tatra-Jug
Tatra-Jug (ukr. Татра-Юг) – spółka zajmująca się produkcją taboru tramwajowego, założona w 1993 roku z siedzibą w Odessie i zakładami produkcyjnymi w Dnieprze. Spółka rozpoczynała działalność od produkcji pojazdów bazujących na modelach czeskiej Tatry, z czasem zaczęła wprowadzać własne modele. Pojazdy Tatra-Jug kursują w systemach tramwajowych 22 ukraińskich miast, a w 2017 r. spółka podpisała kontrakt z operatorem sieci w Aleksandrii.